# Таталина, Анастасия Викторовна
Анастасия Викторовна Таталина (род. 5 сентября 2000, Новосибирск) — российская фристайлистка, чемпионка мира 2021 года в биг-эйре, серебряный призёр зимней Универсиады 2019 года в дисциплине слоупстайл, чемпионка России 2018 года в биг-эйре. Участница Олимпийских игр 2018 года. Специализируется на дисциплинах слоупстайл, хафпайп и биг-эйр.

## Биография
Родилась 5 сентября 2000 года в Новосибирске. Лыжным спортом увлеклась в 12 лет, позже заинтересовалась экстремальными дисциплинами. Поначалу успешно совмещала выступления в хаф-пайпе и слоуп-стайле, но постепенно сосредоточилась на последнем. Трижды становилась серебряным призёром Чемпионата России в слоуп-стайле.
Мастер спорта России по фристайлу. Тренируется под руководством Андрея Владленовича Иванова.
Брат Роман — хоккеист.

## Спортивная карьера
Вошла в состав сборной России по фристайлу в 2016 году. В ноябре 2016 года заняла третье место на этапе Кубка Европы.
В декабре 2017 года дебютировала на этапе Кубка мира, где завоевала четвёртое место. В этом же сезоне приняла участие в чемпионате мира в Сьерра-Неваде и победила на всероссийской Спартакиаде учащихся.
На XXIII зимних Олимпийских играх в корейском городе Пхёнчхан, заняла двенадцатое место с результатом 51,20 балла в дисциплине «слоуп-стайл».
На чемпионате мира 2021 года в американском Аспене Анастасия стала первой в истории России чемпионкой мира в экстремальных дисциплинах лыжного фристайла, одержав победу в биг-эйре.